# Strumigenys kraepelini
Strumigenys kraepelini är en myrart som beskrevs av Auguste-Henri Forel 1905. Strumigenys kraepelini ingår i släktet Strumigenys och familjen myror. Inga underarter finns listade i Catalogue of Life.